# Farlington, Hampshire
Farlington är en ort i distriktet Portsmouth, i grevskapet Hampshire, i England. Farlington var en civil parish fram till 1932 när blev den en del av Portsmouth, Havant och Southwick and Widley. Civil parish hade 5 672 invånare år 1931.